# بيت الطالبات (فلم)
بيت الطالبات هو فيلم دراما مصري من إخراج أحمد ضياء الدين  وبطولة كمال الشناوي، ناهد شريف، نيللي، ماجدة الخطيب، يوسف فخر الدين وزوزو حمدي الحكيم، صدر الفيلم في 10 ديسمبر 1967.

## نبذة
ثلاث فتيات هن (إيمان)، و(أمل) و(هيام) طالبات في الجامعة، أتين من قرى ومدن بعيدة يعشن في بيت الطالبات ويعانين من تسلط المشرفات، ومديرة الدار.
(هيام) القادمة من الريف، والتي تكتب الشعر وترتبط بعلاقة حب مع أحد الصحفيين، و (أمل) التي تحلم بالزواج من شاب ثري يحقق تطلعاتها المادية في امتلاك فيلا وسيارة و(إيمان) التى تتطلع للتخرج، والعمل ووقتها يحين أوان الحب، وفي وسط تلك الظروف، يعانين من تسلط مشرفات،ومديرة الدار، ويقعن في العديد من المشاكل التي تؤرقهن.

## طاقم العمل
- كمال الشناوي بدور أحمد يسري
- ناهد شريف بدور أمل
- نيللي بدور هيام
- ماجدة الخطيب بدور إيمان
- يوسف فخر الدين بدور عادل
- زوزو حمدي الحكيم بدور أبلة نعيمة
- أميرة بدور هالة

## وصلات خارجية
- مقالات تستعمل روابط فنية بلا صلة مع ويكي بيانات